# Lehel (wódz węgierski)

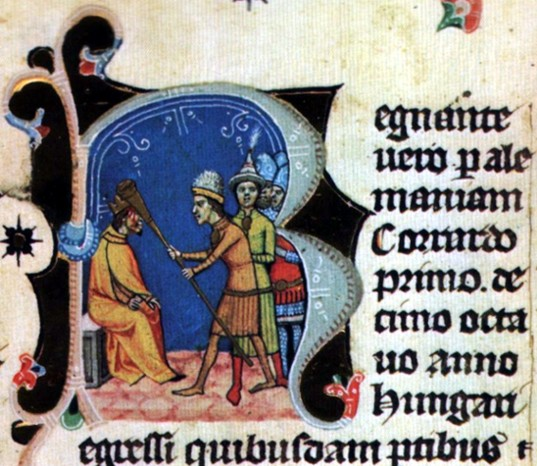
Inicjał z Kroniki Ilustrowanej z przedstawieniem legendy o rogu Lehela

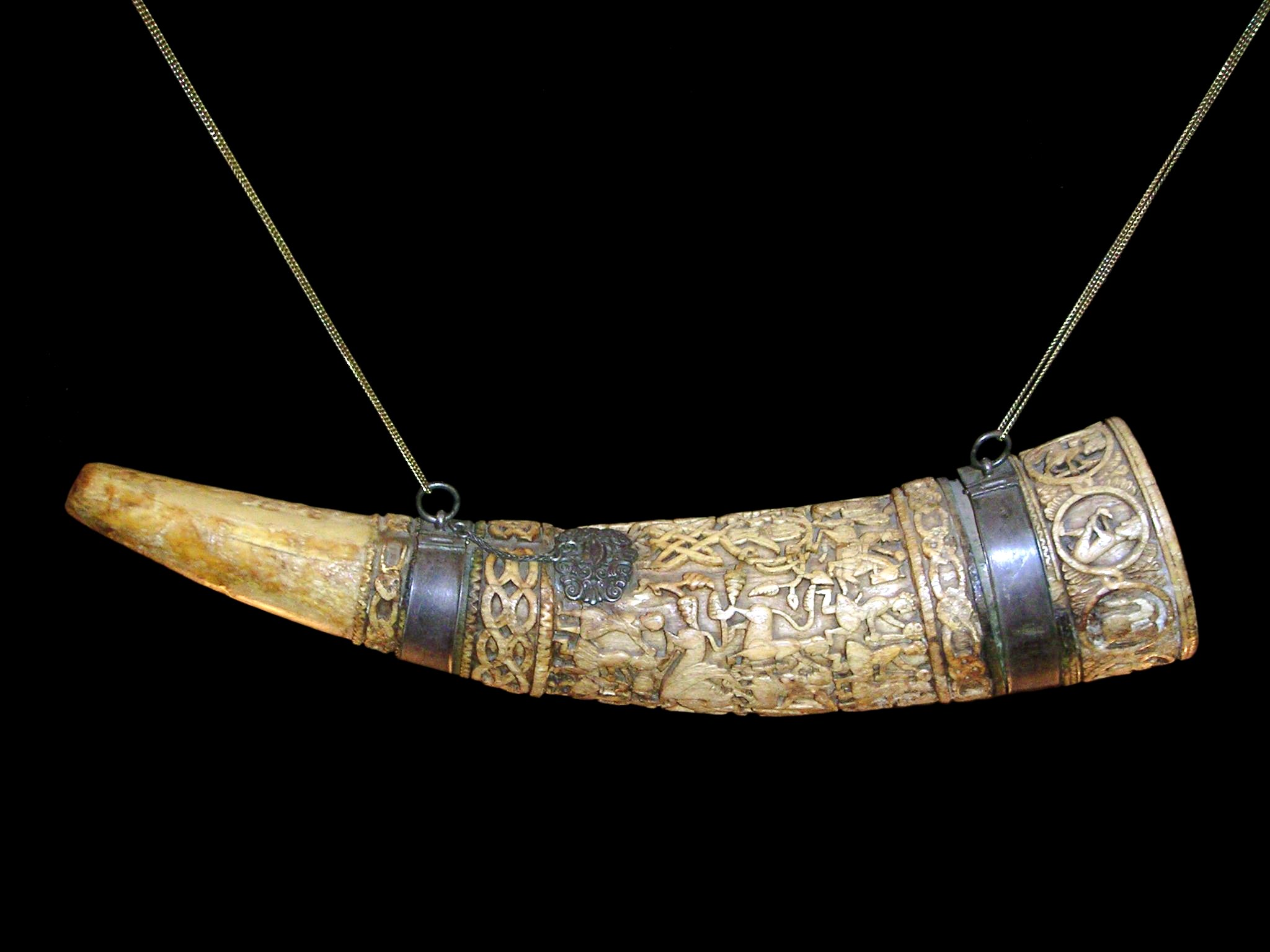
Róg Lehela

Lehel (węg. Lél; zm. 955) – wódz węgierski. Prawdopodobnie syn wodza Taksonya oraz prawnuk wodza Arpada.
W bitwie nad rzeką Lech w 955 armia madziarska pod wodzą Lehela, Bulcsú i Súra poniosła druzgocącą klęskę w starciu z armią państwa wschodniofrankijskiego. Wraz z Bulcsú wpadł w ręce Henryka I – księcia Bawarii i na jego rozkaz został powieszony. 
Po Lehelu pozostał jego róg, obecnie przechowywany w Muzeum Jaskim w Jászberény jako węgierski skarb narodowy.